# Lijst van koningen van Nepal
Dit is een lijst van koningen van Nepal.

## Beknopte geschiedenis
| 17e eeuw  | Annexatie van Bakhtapur bij het Koninkrijk Kathmandu. |
| 1768      | Koning Gorka verenigt de koninkrijken tot het Koninkrijk Nepal. |
| 1990      | In 1990 vonden er massale demonstraties plaats tegen de autocratische monarchie; onder deze druk kreeg Nepal een grondwet die de macht van het koningshuis aan banden legde. |
| 1996      | Maoïstische rebellen komen in opstand tegen de regering, met als een van de belangrijkste eisen de afschaffing van de (inmiddels constitutionele) monarchie. Begin van de Nepalese Burgeroorlog (1996–2006). De parlementaire oppositie steunt koning Birendra, die vooral verzoening nastreeft. |
| 2001      | 1 juni: moordpartij op het koninklijk paleis door kroonprins Dipendra, die de koning, koningin en veel familieleden en ten slotte zichzelf doodschiet. Birendra's impopulaire broer Gyanendra wordt koning. |
| 2001-2008 | Gyanendra tracht de maoïstische rebellen militair te verslaan en voert daarbij de strijd flink op. Hij grijpt de macht in 2002 en stelt de grondwet buiten werking, leidt het land met zakenkabinetten, vervreemdt de parlementaire oppositie (die de Zevenpartijenalliantie sluit) en zijn buitenlandse bondgenoten van zich. In april 2006 moet hij onder zware volksprotesten de parlementaire democratie herstellen, een heleboel bevoegdheden opgeven en de opstelling een nieuwe grondwet toestaan, die de positie van de koning louter ceremonieel zou maken. |
| 2007      | In de interim-grondwet van januari 2007 verviel ook de ceremoniële rol van de koning; premier Koirala was tijdelijk ook staatshoofd, zonder officieel 'president' te heten. De monarchie werd voorlopig opgeschort. |
| 2007      | Op 23 december 2007 werd door de regering beslist de monarchie af te schaffen en het land om te vormen tot een republiek. Dit is gebeurd op 28 mei 2008. Daardoor was Gyanendra Bir Bikram Shah Dev de laatste Raja van Nepal. Op 21 juli werd Ram Baran Yadav tot eerste president van Nepal gekozen en op 23 juli legde hij de grondwettelijk eed af. Zie verder Lijst van presidenten van Nepal. |

## Koningen van Nepal (1768-2008)

Wapen van het koninkrijk van Nepal

Vlag van de Koning van Nepal

| Monarch | Monarch                                          | Regeringsperiode |
| ------- | ------------------------------------------------ | ---------------- |
|         | Prithivi Narayan Shah Deva (1722-1775)           | 1768-1775        |
|         | Sinha Pratap Shah Deva (1751-1777)               | 1775-1777        |
|         | Rana Bahadur Shah Deva (1775-1806)               | 1777-1799        |
|         | Girvan Yuddha Bikram Shah Deva (1797-1816)       | 1799-1816        |
|         | Rajendra Birkram Shah Deva (1813-1881)           | 1816-1847        |
|         | Surendra Bikram Shah (1829-1881)                 | 1847-1881        |
|         | Prithivi Bir Bikram Shah Deva (1875-1911)        | 1881-1911        |
|         | Tribhuvana Bir Bikram Shah Deva (1x) (1906-1955) | 1911-1950        |
|         | Gyanendra Bir Bikram Shah Deva (1947)            | 1950-1951        |
|         | Tribhuvana Bir Bikram Shah Deva (2x) (1906-1955) | 1951-1955        |
|         | Mahendra Bir Bikram Shah Deva (1920-1972)        | 1955-1972        |
|         | Birendra Bir Bikram Shah Deva (1945-2001)        | 1972-2001        |
|         | Dipendra Bir Bikram Shah Deva (1971-2001)        | juni 2001        |
|         | Gyanendra Bir Bikram Shah Deva (1947)            | 2001-2008        |